# Quaqua gracilis
Quaqua gracilis är en oleanderväxtart som först beskrevs av C.A. Lückh., och fick sitt nu gällande namn av D.C.H. Plowes. Quaqua gracilis ingår i släktet Quaqua och familjen oleanderväxter. Inga underarter finns listade i Catalogue of Life.